# Lista odcinków serialu Z kopyta
W tym artykule znajduje się lista odcinków serialu z kanonu Disney XD Original Series Z kopyta, emitowanego w Polsce od 3 grudnia 2011 roku na kanale Disney XD.

## Serie
| Seria | Seria | Odcinki | Oryginalna emisja | Oryginalna emisja | Oryginalna emisja | Oryginalna emisja |
| Seria | Seria | Odcinki | Premiera serii    | Finał serii       | Premiera serii    | Finał serii       |
| ----- | ----- | ------- | ----------------- | ----------------- | ----------------- | ----------------- |
|       | 1     | 21      | 13 czerwca 2011   | 26 marca 2012     | 3 grudnia 2011    | 12 sierpnia 2012  |
|       | 2     | 23      | 2 kwietnia 2012   | 3 grudnia 2012    | 9 września 2012   | 29 czerwca 2013   |
|       | 3     | 22      | 1 kwietnia 2013   | 27 stycznia 2014  | 3 września 2013   | 17 maja 2014      |
|       | 4     | 18      | 17 lutego 2014    | 25 marca 2015     | 7 czerwca 2014    | 11 kwietnia 2015  |

### Seria 1:2011-12
- | 1                                                                                                                                                                                                                                                                                                                                                                                                                                                                                                                                                                                                                                                                          | Wasabi Warriors        | Eric Dean Seaton | Jim O'Doherty                  | 13 czerwca 2011      | 3 grudnia 2011   | 101 |
| Do Seaford High School dołącza nowy chłopak, Jack, który spotyka w porze lunchu trzech chłopców: Jerry'ego, Eddiego i Miltona. Cała trójka uczęszcza na treningi karate, później do ekipy dochodzi Jack. Sensei Rudy musi zdobyć przynajmniej dwa pasy w zawodach z Czarnymi Smokami, inaczej jego ośrodek treningowy zostanie zamknięty. Role gościnne: Loni Love jako Marge, Wayne Dalglish jako Frank, Ian Reed Kelser jako Sensei Ty, Bryne Offutt jako Tata Miltona, Chris Coppola jako oficer Bloat, Frank Pacheco jako Huge i Walten Pridgen as Man Notatka: Reuben Langdon był koordynatorem kaskaderów w tym odcinku. Wasabi Warriors to pierwotna nazwa serialu. |                        |                  |                                |                      |                  |     |
| 2 | Fat Chance             | Eric Dean Seaton | Dan O'Keefe                    | 14 czerwca 2011      | 3 grudnia 2011   | 107 |
| Kiedy Milton prawie upada na podłogę starając się postawić swoją nagrodę za konkurs polonistyczny, łapie go Nakamura. Dzieciaki dowiadują się, że był on kiedyś zapaśnikiem sumo. Nakamura zostaje zwolniony z pracy przez Miltona, a grupa postanawia pomóc mu powrócić do wrestlingu. Tymczasem Rudy walczy z Lonniem o miejsce w magazynie po zamknięciu magicznego sklepu. Role gościnne: Peter Oldring jako Lonnie, Peter "Navy" Tuiasosopo jako Yoshi Nakamura, Americus Abesamis jako Yamazaki oraz Paul Tigue jako dyrektor Notatka: Reuben Langdon był koordynatorem kaskaderów w tym odcinku.                                                                    |                        |                  |                                |                      |                  |     |
| 3 | Dummy Dancing          | Sean McNamara    | Byron Kavanaugh                | 15 czerwca 2011      | 10 grudnia 2011  | 107 |
| Ojciec Trumana kontroluje centrum handlowe. Przechowuje materiał, gdzie Eddie tańczy z manekinem. Truman szantażuje go i każe robić kawały przyjaciołom. Wszyscy pomagają Eddiemu wykraść nagranie. Tymczasem jaszczurka Lonniego zjada cenne ziarno ryżu Rudy'ego. Obaj muszą oszukiwać ją, że jest inna pora roku. |                        |                  |                                |                      |                  |     |
| 4 | Dojo Day Afternoon     | Eric Dean Seaton | Jim O'Doherty                  | 16 czerwca 2011      | 1 stycznia 2012  | 103 |
| Do dojo wstępuje nieznośny syn nowego właściciela galerii Artur. Robi wszystko, aby gang był nieszczęśliwy. Po kłótni z Jackiem jego ojciec chce wyburzyć dojo i postawić na tym miejscu parking. Przyjaciele protestują i nie wychodzą z dojo. Kim próbuje uzyskać większe historie w telewizji szkolnej. |                        |                  |                                |                      |                  |     |
| 5 | Swords and Magic       | Eric Dean Seaton | Eric Goldberg Pete Tibbals     | 20 czerwca 2011      | 7 stycznia 2012  | 102 |
| Milton zaprasza przyjaciół na walki w parku. Odmawiają mu (z wyjątkiem Rudy'ego). Jednak po przemyśleniu decydują się dołączyć. |                        |                  |                                |                      |                  |     |
| 6 | Road to Wasabi         | Sean McNamara    | Marc Warren                    | 27 czerwca 2011      | 14 stycznia 2012 | 104 |
| Jack nie ma prezentu na urodziny Rudy'ego. Udaje, że Bobby Wasabi przyjedzie do dojo. Niestety Rudy nie poznaje swojego bohatera i go obraża, po czym zostaje zwolniony. Przyjaciele włamują się do domu Bobby'ego, aby go prosić, by znów zatrudnił Rudy'ego. |                        |                  |                                |                      |                  |     |
| 7 | All the Wrong Moves    | Shelley Jensen   | Marc Warren                    | 11 lipca 2011        | 21 stycznia 2012 | 110 |
| Jerry zapisuje gang do konkursu tanecznego. Dowiaduje się, że nie potrafią oni tańczyć, po czym przyłącza się do grupy tanecznej Kiciusia. Kiedy Kiciuś kradnie mu solówkę, bierze udział w konkursie z przyjaciółmi. Tymczasem Rudy i Marge tworzą kieszonkowego ninja. |                        |                  |                                |                      |                  |     |
| 8 | Ricky Weaver           | Shelley Jensen   | Dan O'Keefe                    | 18 lipca 2011        | 28 stycznia 2012 | 108 |
| Kim wygrywa konkurs dzięki czemu do ich szkoły ma przyjechać popularny piosenkarz Ricky Weaver. Gwiazda ma dać koncert w ich szkole a na nim zatańczyć z Kim. Od samego początku Jack nie ufa chłopakowi lecz po tym jak on zabrał go prywatnym samolotem do San Francisco obaj chłopcy zaprzyjaźniają się. W tym samym czasie Rudy chce wraz z Miltonem, Eddiem i Jerrym stworzyć zespół muzyczny. |                        |                  |                                |                      |                  |     |
| 9 | Wax on, Wax off        | Neal Israel      | Danny Warren                   | 25 lipca 2011        | 12 lutego 2012   | 112 |
| Dojo Rudy'ego zostaje ogłoszone najlepszym dojo ze wszystkich Bobby'ego Wasabiego. W nagrodę otrzymuje ono woskową rzeźbę, która ciągle musi stać w chłodzie oraz zdjęcie uczniów, senseia i rzeźby do magazynu. Przez Jerry'ego i Jacka w całej galerii pada klimatyzacja. Chłopcy muszą pilnować rzeźby by nie stopniała, podczas gdy Rudy wraz z Philem będzie naprawiał klimatyzację. W tym samym czasie Milton i Kim otwierają w galerii płatną plażę. |                        |                  |                                |                      |                  |     |
| 10 | The Commercial         | Neal Israel      | Danny Warren                   | 15 sierpnia 2011     | 18 lutego 2012   | 106 |
| Rudy postanawia zostać aktorem dlatego chce wziąć udział w reklamie soku, do której potrzebne są sztuki walki. Przed przesłuchaniem ze zdenerwowania zapomina co chciał pokazać więc Jack chcąc mu pomóc pokazuje co sensei ma zrobić. Reżyserzy reklamy zauważyli to i postanowili zatrudnić Jacka do tej roli. W tym samym czasie Kim, Eddie i Milton muszą na lekcjach upiec ciasta. Kim i Eddiemu udaje się zrobić dobre lecz Miltonowi to nie wychodzi. Jako kujon nie daje sobie spokoju aż wreszcie dostanie dobrą ocenę. |                        |                  |                                |                      |                  |     |
| 11 | Kung Fu Cop            | Shelley Jensen   | Edward C. Evans                | 17 października 2011 | 26 lutego 2012   | 111 |
| Jack całą noc grał w nową grę dlatego podczas treningu nie ma sił. Rudy każe iść mu się przespać. Chłopak jest tak zmęczony, że zasypia od razu mimo iż nie chciał tego robić lecz miał ochotę pooglądać film. Podczas snu śni mu się, że jest policją karate. Jego partnerem jest Rudy (w śnie Bobby) a szefem Eddie (komisarz Eddie). Do ich biura przychodzi Kim (Śnieżka Jones) i zgłasza kradzież naszyjnika, który ma magiczną i potężną siłę. W czasie śledztwa spotykają Jerry'ego (Laboka) oraz Miltona (Milty). |                        |                  |                                |                      |                  |     |
| 12 | Bo Gi Nights           | Eric Dean Seaton | Eric Goldberg Pete Tibbals     | 24 października 2011 | 26 lutego 2012   | 109 |
| Zbliża się Halloween. Przyjaciele mają na celu przygotować imprezę kostiumową w galerii. Zupełnie przez przypadek okazuje się, że Jack ma fobię przed klaunami. O czym bardzo szybko dowiaduje się Frank z Czarnych Smoków, razem z resztą karateków chcą zemścić się na Jacku, psując imprezę. |                        |                  |                                |                      |                  |     |
| 13 | Clash of the Titans    | Shelley Jensen   | Frank O. Wolff                 | 14 listopada 2011    | 3 marca 2012     | 115 |
| Milton zakochuje się w Julii i prosi o pomoc Kim. Podobną sytuację ma Jack, którego to Julia prosi o pomoc z Miltonem. Kim i Jack pomagają przyjaciołom i wszystko idzie świetnie aż do czasu gdy wszyscy dowiadują się, że wujkiem Julii jest Ty (Sensei Czarnych Smoków). Wtedy Rudy zabrania Miltonowi spotykać się z Julią, a Ty zabrania Julii spotykania się z Miltonem. |                        |                  |                                |                      |                  |     |
| 14 | Badge Of Honor         | Michael Kelly    | Jim O'Doherty                  | 21 listopada 2011    | 3 marca 2012     | 113 |
| Przyjaciele żartują sobie z Miltona. Gdy kupuje sobie napój, przez przypadek go upuszcza i łapie złodzieja. Staje się stróżem prawa i nasyła sanepid na dojo. Przyjaciele są na niego wściekli. Rudy zatrudnia ludzi od sprzątania, którzy okazują się złodziejami, o czym przekonują się Eddie i Jerry. Kim i Jack uczą Rudy'ego jazdy na deskorolce. |                        |                  |                                |                      |                  |     |
| 15 | The Great Escape       | Eric Dean Seaton | Andrew Lee                     | 28 listopada 2011    | 4 marca 2012     | 117 |
| Zbliżają się zawody karate na które bardzo czeka Jerry. Chcąc bronić Miltona chłopak wpada w kłopoty i tego samego dnia co odbywają się zawody on musi siedzieć w szkole za karę. Przyjaciele wpadają na pomysł jak wyciągnąć ze szkoły Jerry'ego. Na ten czas jednak Milton musi się zamienić z Jerrym i w przebraniu zostać w szkole. |                        |                  |                                |                      |                  |     |
| 16 | Dude, Where's My Sword | Shelley Jensen   | Marc Warren                    | 6 lutego 2012        | 17 marca 2012    | 120 |
| Rudy, Phil i Bobby wyjeżdżają na motorach na "męski wieczór". Przyjaciele mają więc dojo tylko dla siebie gdyż Rudy daje im klucze. Jack wpada na pomysł by urządzić imprezę. Wszystko jest świetnie aż do momentu gdy do dojo dostają się nieproszeni goście. Wszyscy zaproszeni uciekają, a wtedy Milton zauważa, że zginęła cenna katana Rudy'ego. Przyjaciele muszą więc jakoś znaleźć drugą taką samą. |                        |                  |                                |                      |                  |     |
| 17 | Breaking Board         | Shelley Jensen   | Edward C. Evans                | 13 lutego 2012       | 18 marca 2012    | 116 |
| Podczas treningu w łamaniu desek Jerry ma wypadek. Trafia do szpitala, gdzie dowiaduje się, że nic mu na szczęście nie jest i może wracać. Dowiaduje się jednak, że pacjenci dostają całkiem dużo miłych rzeczy. Postanawia więc udawać, że nie czuje się najlepiej, żeby zostać dłużej i mieć m.in. darmowe budynie. Kim zatrudniła się wcześniej do pomocy w szpitalu, więc musi spełniać prawie każdą zachciankę Jerry'ego. Przypadkowo zauważa, że Jerry jest zupełnie zdrowy i za pomocą Miltona i Eddiego wpada na pomysł by dać mu nauczkę. |                        |                  |                                |                      |                  |     |
| 18 | Reality Fights         | Sean Lambert     | Jim O'Doherty                  | 27 lutego 2012       | 16 czerwca 2012  | 118 |
| Do dojo przyjeżdża Bobby Wasabi z prezentem. Okazuje się, że chce on nakręcić reality show z udziałem Jacka, Kim, Jerry’ego, Eddiego i Miltona. Prowadzącym zostaje Rudy. Przyjaciele rywalizują ze sobą, mają do wykonania kilka zadań. Czy ich przyjaźń okaże się silniejsza niż chęć wygranej? A nagrodą jest duży, lśniący, czerwony .... |                        |                  |                                |                      |                  |     |
| 19 | Kickin' It in China    | Eric Dean Seaton | Edward C. Evans Byron Kavanagh | 5 marca 2012         | 26 maja 2012     | 119 |
| Milton, Jerry i Eddie kupują ciasteczka z wróżbą. Każda z przeczytanych przez nich przepowiedni się sprawdza. Kłócą się o ostatnie ciasteczko, z którego udaje im się uzyskać tylko połowę wróżby. W tym samym czasie Jack dowiaduje się, że jedzie do Chin na mistrzostwa juniorów w karate. Dzięki zamianie biletów stać ich na bilety dla całej drużyny. Kim i Rudy przygotowują Jacka do turnieju, a Milton, Eddie i Jerry postanawiają odnaleźć restaurację, z której pochodziły ciasteczka z wróżbą. Jack walczy z kolejnymi przeciwnikami, okazuje się, że jego następnym przeciwnikiem jest Kai, chłopak przez którego Jack rzucił kiedyś karate.                  |                        |                  |                                |                      |                  |     |
| 20 | The Wrath of Swan      | Neal Israel      | Byron Kavanagh                 | 12 marca 2012        | 12 sierpnia 2012 | 114 |
| Kim zaprasza Jacka na bal kotylionowy. Jack wykręca się mówiąc, że nie lubi smokingów i tańców. Wkrótce Jack dowiaduje się, że Kim idzie na bal z nowym chłopakiem, Brodym. W tym samym czasie Milton został zmuszony przez swoją matkę do zaproszenia na bal córkę jej szefowej i obiecuje Jerry’emu pieniądze, gdy ten pójdzie tam z jedną z koleżanek dziewczyny. Gdy Jack mówi o Brodym Rudy’emu wychodzi na jaw, że jest on Czarnym Smokiem. Jack natychmiast biegnie na bal by ostrzec Kim. Eddie jest skautem i by zdobyć kolejną odznakę musi zbudować samochód, pomaga mu w tym Rudy, który również kiedyś należał do skautów.                                    |                        |                  |                                |                      |                  |     |
| 21 | Rowdy Rudy             | Marc Warren      | Jim O'Doherty Dan O'Keefe      | 26 marca 2012        | 12 sierpnia 2012 | 121 |
| Odbywają się zawody wrestlingu. Wszyscy się na nie wybierają oprócz Rudy'ego, który nie rozumie o co tyle szumu. Zmienia jednak zdanie gdy u Phila Falafela pokonuje jednego z czołowych zawodników, a nagranie z tego zdarzenia trafia do internetu, powodując że Rudy staje się sławny. Będzie walczył w najbliższych rozgrywkach. Jednak gdy Jack trafia do kozy za pobicie jednego z uczniów, Rudy postanawia ugodowo załatwić sytuację. |                        |                  |                                |                      |                  |     |

### Seria 2: 2012–13
| 22 | Rock'em Sock'em Rudy        | Rob Schiller     | Dave Bickel                        | 2 kwietnia 2012      | 9 września 2012      | 203     |
| Rudy musi walczyć, aby odzyskać swoją pracę z powrotem w dojo, gdyż Bobby Wasabi zastępuje go robotem o nazwie Wasabitron 3000. Tymczasem Milton i Eddie budują własnego robota o nazwie Miltonator. |                             |                  |                                    |                      |                      |         |
| 23 | My Left Foot                | Eric Dean Seaton | Glenn Farrington & Geoff Barbanell | 9 kwietnia 2012      | 9 września 2012      | 201     |
| Seaford High potrzebuje nowego rozgrywającego i Milton nominuje Jacka, ale szybko odkrywa, że Jack nie może rzucać piłki. Kiedy zaskakujący talent Miltona (kopanie) wychodzi na jaw, staje się gwiazdą drużyny i zostaje uruchomiony w nowym świecie popularności, szybko zapominając, kim są jego prawdziwi przyjaciele. Tymczasem, Eddie próbuje randki z Grace. |                             |                  |                                    |                      |                      |         |
| 24 | We Are Family               | Rob Schiller     | Joel McCrary & Itai Grunfeld       | 16 kwietnia 2012     | 16 września 2012     | 204     |
| Koza Phila – Tootsie jest wzięta jako zakładnik przez nowego szefa Jerry'ego króla klopsika. Jerry musi skonfrontować go. Tymczasem Eddie wziął precla z wózka bez płacenia za niego. |                             |                  |                                    |                      |                      |         |
| 25 | Eddie Cries Uncle           | Sean McNamara    | Jim O'Doherty                      | 23 kwietnia 2012     | 23 września 2012     | 206     |
| Gang wciąż próbuje wygrać koszykówkę z innymi zespołami szkół, ale zawsze przegrywa. Wkrótce okazuje się, że światowej sławy Harlem Globetrotters idą do specjalnego konkursu. Myśleli, że mogą mieć przewagę, ponieważ Big Easy, jeden z członków, jest rzekomo wujkiem Eddiego. Jednak, gdy Eddie przypadkowo wygrywa konkurs, jest on w obliczu faktu, że nie są oni związani. Tak więc, z pomocą Jerry'ego, przekonuje Big Easy'ego, że są oni powiązani. Pod koniec odcinka, Eddie powiedział, że wiedział cały czas, że nie byli spokrewnieni.                                                     |                             |                  |                                    |                      |                      |         |
| 26 | Skate Rat                   | Neal Israel      | Glenn Farrington & Geoff Barbanell | 30 kwietnia 2012     | 30 września 2012     | 207     |
| Jack i gang pytają legendę skateboardingu – Luke'a Sampsona, czy pomoże zbudować im bardzo potrzebne parki skate'owskie. |                             |                  |                                    |                      |                      |         |
| 27 | Capture the Flag            | Rob Schiller     | Itai Grunfeld & Joel McCrary       | 7 maja 2012          | 7 października 2012  | 208     |
| Eddie został wybrany na szefa Komitetu. Rudy mówi mu, że dzieciaki ze Swathmore ukradli flagę pływaka, kiedy był w liceum, a jego reputacja została zrujnowana. Gang próbuje pomóc Rudy'emu odzyskać sławę z powrotem. |                             |                  |                                    |                      |                      |         |
| 28 | It Takes Two to Tangle      | Rob Schiller     | Jim O'Doherty                      | 11 czerwca 2012      | 14 października 2012 | 211     |
| Rudy wpada na swego starego rywala ze swojej przeszłości z turnieju w San Francisco. Tymczasem Milton rzuca Jerrym i myśli, że przebudził się jego wewnętrzny głos. Tak więc porzuca swoich przyjaciół i zamiast tego postanawia dać ludziom porady. |                             |                  |                                    |                      |                      |         |
| 29 | Buddyguards                 | Sean Lambert     | Glenn Farrington & Geoff Barbanell | 18 czerwca 2012      | 21 października 2012 | 212     |
| Jack i Jerry chcą się dostać na koncert słynnej gwiazdy Rocka, lecz kiedy ratują go z rąk przestępców stają się jego obstawą. Ale okazuje się, że jeden z pozostałych członków zespołu jest wykluczony. Rudy, Milton i Eddie uruchomili restaurację Phila, podczas gdy on jest daleko. |                             |                  |                                    |                      |                      |         |
| 30 | Dojo Day Care               | Sean McNamara    | Byron Kavanagh                     | 25 czerwca 2012      | 27 października 2012 | 214     |
| Dojo jest przekształcone w żłobek, ale kiedy syn dyrektora (Byron) ucieka do pobliskiego placu budowy, Jerry i Jack muszą wykorzystać swoje umiejętności sztuk walki, aby znaleźć go przed powrotem dyrektora. |                             |                  |                                    |                      |                      |         |
| 31 | Indiana Eddie               | Victor Gonzalez  | J. B. Cook                         | 16 lipca 2012        | 18 listopada 2012    | 202     |
| Przyjaciele próbują pomóc Eddiemu z jego marzeniem o zostaniu archeologiem. Idą na polowanie skarbów przez lasy Seaford, a Rudy i Phil próbują znaleźć świerszcza, który ukrywa się w restauracji Phila. |                             |                  |                                    |                      |                      |         |
| 32 | Kim of Kong                 | Sean Lambert     | David Bickel                       | 23 lipca 2012        | 1 grudnia 2012       | 209     |
| Po tym jak Jack daje Kim wygrać w walce, ona wymaga uczciwego rewanżu. Walczą w wirtualnym świecie w arkadzie, gdzie żaden z nich nie powstrzymuje się. |                             |                  |                                    |                      |                      |         |
| 33 | Kickin' It Old School       | Sean McNamara    | Dave Bickel                        | 10 września 2012     | 8 grudnia 2012       | 213     |
| Rudy dowiaduje się, że ma zostać wprowadzony do sali sław w liceum Seaford, ale kiedy Milton i Eddie odkrywają, że nie ukończył technikum, Rudy musi powrócić do szkoły w celu zdobycia dyplomu. Tymczasem, kiedy Jerry przechwala się, że spotyka się z Miką – siostrzenicą Phila, bo chce zwiększyć własną reputację Phil oraz Mika wspólnie chcą mu dać nauczkę wymyślając rytuały. |                             |                  |                                    |                      |                      |         |
| 34 | The Chosen One              | Sean Lambert     | Byron Kavanaugh                    | 17 września 2012     | 15 grudnia 2012      | 218     |
| Cały gang ma okazję spędzić weekend z legendarnymi wojownikami Shaolin i trenować wspólnie z nimi. Wielki mistrz Po informuje, że Jerry jest wybrańcem, który jest przeznaczony do zapisywania świątyni z nadciągającego obłoku ciemności. Jack i Kim zakwestionowali siebie, by zobaczyć, kto może z nich iść ścieżką ognia pierwszy. Milton stara się zachować śluby milczenia. |                             |                  |                                    |                      |                      |         |
| 35 | Hit the Road Jack           | Sean Lambert     | Jim O'Doherty                      | 24 września 2012     | 22 grudnia 2012      | 205     |
| Dyrektor widzi Jacka jak walczy w meczu i ofiaruje mu pełne stypendium do słynnej Akademii Otai w Japonii. Kim stara się pożegnać, podczas gdy Rudy jest szczęśliwy z podniecenia. Milton, Jerry i Eddie prowadzą przesłuchania na zastąpienie Jacka. |                             |                  |                                    |                      |                      |         |
| 36 | A Slip Down Memory Lane     | Jim O'Doherty    | Adrienne Sterman                   | 1 października 2012  | 29 grudnia 2012      | 224     |
| Jack próbuje pobić rekord w podziale cegieł w wieku poniżej 15 lat. Kiedy ćwiczy, przez przypadek upada i traci pamięć. Doktor zasugerował aby mówili o tym czego nie pamięta. Kiedy wszyscy próbują mu pomóc Jack ucieka. Po odnalezieniu go Jack przystępuje do pobicia rekordu. Dopiero przed złamaniem desek wszystko sobie przypomina i bije rekord. |                             |                  |                                    |                      |                      |         |
| 37 | Wedding Crashers            | Eric Dean Seaton | Byron Kavanaugh                    | 8 października 2012  | 28 stycznia 2013     | 215     |
| Leona zostaje powołana na randkę z Bobbym Wasabim przez jego kolegów – Jacka i Jerry'ego. Kiedy Jack i Jerry odkrywają, że Bobby planuje poślubić Leonę – która jest notoryczną złodziejką fortuny bogatych gwiazd filmów karate i postanawia zabić Bobby'ego, Jerry i Jack chcą go uratować. |                             |                  |                                    |                      |                      |         |
| 38 | Wazombie Warriors           | Sean Lambert     | Byron Kavanagh Dave Bickel         | 15 października 2012 | 6 kwietnia 2013      | 223     |
| Kim zasypia podczas filmu zombie i marzy, że jej przyjaciele, w tym Jack i Jerry zamieniły się w zompiresy (połączenie zombie i wampiry). Kim jest zmuszona do walki z super-mocnymi, bardzo szybkimi zompiresami i jedzie do legowiska dr Krupnicka, który ma tylko anegdotę na zompire. |                             |                  |                                    |                      |                      |         |
| 39 | Sole Brothers               | Phill Lewis      | Frank O. Wolff                     | 22 października 2012 | 13 kwietnia 2013     | 217     |
| Jack i Jerry rozpoczęli pracę w sklepie obuwniczym w centrum handlowym, ale wpadają w kłopoty, kiedy Jerry dostał awans na kierownika, a Jack nie. |                             |                  |                                    |                      |                      |         |
| 40 | All the President's Friends | Eric Dean Seaton | J.B. Cook                          | 29 października 2012 | 20 kwietnia 2013     | 210     |
| Milton, Frank i Jerry startują w wyborach na przewodniczącego szkoły. Julia jest po stronie Miltona, a Eddy po stronie Jerry'ego. Wybory wygrywa Milton. Frank jest wściekły więc postanawia zrobić krzywdę Miltonowi. Tymczasem Rudy wystawia Romeo i Julię w miejskim teatrze. Prosi Kim o pomoc. Role tytułowe mają zagrać Joana i Bobby. |                             |                  |                                    |                      |                      |         |
| 41 | New Jack City               | Sean Lambert     | Joel McCrary Itai Grunfeld         | 5 listopada 2012     | 24 kwietnia 2013     | 219     |
| Jack się wymienia, gdy stary przyjaciel z gangu i byłego ucznia Rudy'ego, Carson, wraca do Seaford. Carson odgania Jacka z dojo za pożądane miejsce do konkurowania w turnieju, Jack postanawia dołączyć do dojo rywala, Czarnych Smoków, i rywalizować z własnym zespołem. |                             |                  |                                    |                      |                      |         |
| 42 | Karate Games                | Rob Schiller     | J.B. Cook                          | 12 listopada 2012    | 22 czerwca 2013      | 222     |
| Jack i Kim są wybrani na gwiazdy w nowym filmie akcji. Jednak okazuje się, że w filmie Kim i Jack są wrogami. Tymczasem Rudy startuje w dziwnym teleturnieju Box That Head. Burmistrz daje Jackowi i Kim prezent za zagranie w filmie. Prezent to komputer, który pomaga szkolić się w karate. Frank chce ukraść komputer a Jerry, Milton i Eddie chcą go powstrzymać. |                             |                  |                                    |                      |                      |         |
| 43 | Kickin' It On Our Own       | Sean Lambert     | Jim O'Doherty                      | 19 listopada 2012    | 29 czerwca 2013      | 220-221 |
| Rudy dostaje nową ofertę pracy i nie może powiedzieć nie. Ty i Czarne Smoki kupują dojo Bobby'ego Wasabiego. Czarne Smoki obniżają wszystkich uczniów do białych pasów. Cała piątka (Jack, Kim, Milton, Jerry i Eddie) zostawiają dojo i żegnają się ze sobą. Kiedy spotykają się ponownie po trzech miesiącach Kim ma chłopaka Bretta. Ty mówi Rudy'emu, że jeśli chcą odzyskać dojo muszą konkurować. Na turnieju jest remis. By wygrać Rudy musi pokonać Kofiego Kingstona i udaje się mu to. Kim zrywa z Brettem mówiąc mu, że jest zakochana w kimś innym (Jack). Później Kim i Jack idą na randkę. |                             |                  |                                    |                      |                      |         |
| 44 | Oh, Christmas Nuts!         | Bill Shea        | Matthew Edsall Jana Godshall       | 3 grudnia 2012       | 24 grudnia 2012      | 216     |
| Rudy chce nauczyć Miltona, Jerry'ego, i Jacka ducha Bożego Narodzenia. Jednak gdy chłopaki są oskarżeni o kradzież zabawek mają zakaz wstępu do Centrum w tym także do dojo. Okazuje się, że za kradzieżami stoją Mikołaj i złe elfy a chłopaki walczą z nimi. Tymczasem Kim i Phil walczą z Eddiem i Bobbym o lepsze dekoracje świąteczne. |                             |                  |                                    |                      |                      |         |

### Seria 3: 2013–14
| 45 | Spyfall                       | Sean Lambert  | Jim O'Doherty                | 1 kwietnia 2013      | 3 września 2013      | 301 |
| Jack atakuje tajnego agenta w Restauracji Phila myśląc, że to złodziej. Wtedy podejmuje prace tajnego agenta, który ma za zadanie bronić księcia przez groźnym przestępcą. Okazuje się, że przestępca wygląda dokładnie jak Phil. Tymczasem Jerry zajmuje się dzikim zwierzęciem w klatce ze wścieklizną. Joana zostaje ugryziona przez zwierzę i sama dostaje wścieklizny.                                                                                   |                               |               |                              |                      |                      |     |
| 46 | Dueling Dojos                 | Sean Lambert  | Byron Kavanaugh              | 8 kwietnia 2013      | 10 września 2013     | 302 |
| Kiedy Rudy musi się zająć dzieckiem na polecenie Wielkiego Mistrza Po każe Jackowi i Jerry'emu zająć się dojo. Jednak Jack mówi, że nie lubi pomysłów Jerry'ego ten prosi Phila by mógł zamienić jego restaurację w dojo. Phil się zgadza i obydwa dojo rywalizują ze sobą. Tymczasem Rudy opiekuje się Samem, który okazuje się być zły i żartuje sobie z Kim i Miltona.                                                                                     |                               |               |                              |                      |                      |     |
| 47 | Glove Hurts                   | Rob Schiller  | Geoff Barbanell              | 15 kwietnia 2013     | 17 września 2013     | 303 |
| Milton robi rękawiczki, które dają siłę dziesięciu mężczyzn. Rękawiczki wygrywają konkurs naukowy w szkole. Milton, Jack i Jerry jadą do laboratorium gdzie pracuje tata Miltona. Właściciel daje Miltonowi tam pracę, ale kiedy Jerry i Jack dowiadują się, że właściciel laboratorium jest zły i chce wykorzystać rękawiczki Miltona do złych celów chcą ostrzec przyjaciela. Tymczasem Rudy chce wygrać Samowi coś na festynie jednak nie udaje się to mu. |                               |               |                              |                      |                      |     |
| 48 | The Sub Sinker                | Sean Lambert  | Joel McCrary                 | 29 kwietnia 2013     | 24 września 2013     | 305 |
| Kiedy przez Jerry'ego odchodzi kolejny nauczyciel, Milton podejmuje pracę nauczyciela. Jerry chce by Milton odszedł i próbuje swoich starych sztuczek, jednak Milton okazuje się być lepszy i nie daje się. Tymczasem Jack, Kim i Rudy mają opiekować się dzieckiem. Jednak oglądają z nim film karate. Nie wszystko idzie po ich myśli. |                               |               |                              |                      |                      |     |
| 49 | Meet the McKrupnicks          | Sean Lambert  | J.J. Wall                    | 6 maja 2013          | 1 października 2013  | 304 |
| Przyjaciele towarzyszą Miltonowi w spotkaniu z jego rodziną w Szkocji. Niestety przez przypadek budzą stuletni spór między McKrupninks a ich odpowiednikami, McCrarys. W tym samym czasie Jerry i Rudy postanawiają zrobić zdjęcie potworowi z Loch Ness. |                               |               |                              |                      |                      |     |
| 50 | Witless Protection            | Sean Lambert  | J.J. Wall                    | 17 czerwca 2013      | 8 października 2013  | 309 |
| Świadkowie (Jack, Kim, Jerry, Milton i Rudy) napadu zorganizowanego przez Benny'ego Blade'a, dzielnie zgadzają się zeznawać przeciwko niemu. Jednak Benny ucieka z więzienia i szuka zemsty. Jego gang wkrada się do programu ochrony świadków i wysyła trop na farmę w środku pustkowia, gdzie biedniejsi ludzie zarabiają na utrzymanie. |                               |               |                              |                      |                      |     |
| 51 | Jack Stands Alone             | Jean Sagal    | Byron Kavanaugh              | 24 czerwca 2013      | 15 października 2013 | 310 |
| Frank zostaje oskarżony o kradzież żółwia dyrektora, jednak Jack próbuje wszystkim udowodnić, że Frank jest niewinny. Tymczasem Rudy, Jerry i Milton próbują uciec przed natarczywą kaczką. |                               |               |                              |                      |                      |     |
| 52 | Two Dates a Funeral           | Jason Earles  | Jim O'Doherty                | 1 lipca 2013         | 29 października 2013 | 311 |
| Seaford High School organizuje Aukcję Randkową Dobroczynną, aby zebrać pieniądze na orkiestrę marszową szkoły. Niestety Kim trafia na randkę z nerdem Albertem, który wpłacił na nią 200 dolarów na aukcji. |                               |               |                              |                      |                      |     |
| 53 | Win, Lose or Ty               | Sean Lambert  | Jim O'Doherty                | 8 lipca 2013         | 22 października 2013 | 307 |
| Rudy kupuje Monster Trucka, który rozbija się o dojo Czarnych Smoków. W efekcie Czarne smoki przenoszą się do dojo Bobby'ego Wasabiego. Wszyscy uczniowie ze sobą rywalizują, jednak Ty i Rudy stają się najlepszymi przyjaciółmi, a uczniowie zaczynają współpracować by znów było tak jak dawniej. Tymczasem Sam zaprasza nowych kolegów do domu Bobby'ego.                                                                                                 |                               |               |                              |                      |                      |     |
| 54 | Sensei and Sensibility        | Sean Lambert  | Geoff Barbanell              | 15 lipca 2013        | 11 stycznia 2014     | 312 |
| Właściciel krajowej sieci karate oferuje Jackowi bycie sensei w swoim nowym dojo w Seaford. Jednak Rudy'emu nie podoba się ten pomysł i od razu podkreśla, że Jack nie zdobył jeszcze pasu sensei. Mimo to Brewer podejmuje się wyzwania i wchodzi w ekskluzywny turniej karate, w którym staje twarzą w twarz ze swoim sensei. Jack vs. Rudy. |                               |               |                              |                      |                      |     |
| 55 | Gabby's Gold                  | Sean Lambert  | Itai Grunfeld                | 12 sierpnia 2013     | 11 stycznia 2014     | 308 |
| Do dojo przyjeżdża złota medalistka w gimnastyce – Gabby Gold (Gabby Douglas). Pomaga Kim w szkolnych zawodach gimnastycznych przeciwko szkole prywatnej – Swathmore – gdyż cała jej drużyna, okazała się zła w gimnastyce. Tymczasem Rudy nie płaci czynszu za dojo, więc Joana poleca mu pracę wolontariatu w więzieniu. Jack mu w tym pomaga. |                               |               |                              |                      |                      |     |
| 56 | The New Girl                  | Bill Shea     | Adrienne Sterman             | 23 września 2013     | 18 stycznia 2014     | 314 |
| Do dojo przyjeżdża złota medalistka w karate – Sloane (Kelli Berglund). Zaprzyjaźnia się z Kim i w tajemnicy zdradza jej, że nie lubi karate. Kim radzi jej, aby robiła to co kocha, a nie to co ktoś każe jej robić. Idąc za jej przykładem, rzuca karate i zaczyna śpiewać. |                               |               |                              |                      |                      |     |
| 57 | Fawlty Temple                 | Sean Lambert  | J.J. Wall                    | 30 września 2013     | 25 stycznia 2014     | 318 |
| Jack po raz pierwszy spotyka ojca Kim, jednak okazuje się, że on nie lubi Jacka. Jack dowiaduje się, ze ojciec Kim i ona mają startować w konkursie, jednak Kim rani się w nogę, a Jack chce wystartować z ojcem Kim w turnieju. Tymczasem Rudy, Jerry i Milton próbują ochronić świątynię. |                               |               |                              |                      |                      |     |
| 58 | Seaford, We Have a Problem    | Sean Lambert  | Itai Grunfeld                | 7 października 2013  | 1 lutego 2014        | 315 |
| SASA ogłasza, ze zamierzają wysłać Miltona w kosmos. Jednak Jerry przez przypadek uruchamia rakietę i sam leci w kosmos, a Milton próbuje uratować przyjaciela. Tymczasem Rudy, Kim i Jack próbują rozwiązać tajemnicę bingo. |                               |               |                              |                      |                      |     |
| 59 | Temple of Doom                | Bill Shea     | Frank O. Wolff               | 14 października 2013 | 8 lutego 2014        | 317 |
| Podczas zabawy halloweenowej w świątyni, Jack, Kim, Jerry, Milton i kilka innych osób uwalniają złego ducha, który spał w świątyni przez 1000 lat. Teraz duch uwięził przyjaciół. Tymczasem Rudy i Sam próbują wyleczyć Bobby'ego z jego lęków. |                               |               |                              |                      |                      |     |
| 60 | Mama Mima                     | Jason Earles  | Joel McCrary                 | 4 listopada 2013     | 15 lutego 2014       | 316 |
| Phil jest zły gdy wszyscy zapominają o jego urodzinach. Tymczasem Jack zastępuje Miltona w roli faceta od pogody w szkolnych wiadomościach. |                               |               |                              |                      |                      |     |
| 61 | Home Alone at School          | Bill Shea     | Frank O. Wolff               | 11 listopada 2013    | 22 lutego 2014       | 306 |
| Jerry robi kawał dyrektorowi przez co on, Kim i Jack muszą w weekend umyć wszystkie toalety w szkole. Ale czy na pewno będą musieli walczyć tylko z toaletami?. Woźny będzie próbował ukraść tablety. W tym samym czasie Milton i Rudy będą sterowali kapsułą kosmiczną. |                               |               |                              |                      |                      |     |
| 62 | School of Jack                | Sean Lambert  | Jamie Carpenter Josh Mosberg | 18 listopada 2013    | 19 kwietnia 2014     | 319 |
| Jack idzie na przesłuchanie do bitwy kapel, gdzie ma grać na gitarze elektrycznej. Milton jest rywalem kapeli, a Jack mówi mu że nie będzie się przyjaźnił z takim frajerem jak Milton. Między Miltonem i Jackiem dochodzi do poważnej bitwy. |                               |               |                              |                      |                      |     |
| 63 | Queen of Karts                | Sean Lambert  | Byron Kavanaugh              | 25 listopada 2013    | 26 kwietnia 2014     | 320 |
| Kim chce wystartować w wyścigu. Problem w tym, że to wyścig tylko dla chłopaków. Jack pomaga Kim dostać się do wyścigu przebierając ją za chłopaka. Tymczasem Jerry i Rudy opiekują się starcem o imieniu Harvey. |                               |               |                              |                      |                      |     |
| 64 | How Bobby Got His Groove Back | Jim O'Doherty | Rick Williams Jenna McGrath  | 13 stycznia 2014     | 3 maja 2014          | 321 |
| Bobby postanawia zagrać w filmie science fiction i wydaje na niego całą kasę. Jednak film okazuje się być porażką i Bobby zostaje bankrutem i przenosi się do dojo. Tymczasem Milton poznaje nową dziewczynę, Heidi, która nie jest taka, jakiej się spodziewał. |                               |               |                              |                      |                      |     |
| 65 | Return of Spyfall             | Sean Lambert  | Jim O'Doherty                | 20 stycznia 2014     | 10 maja 2014         | 313 |
| Jack i Milton są zadowoleni gdy zostają zaproszeni do grona nastoletnich szpiegów, którzy zajmują się tajnymi misjami. |                               |               |                              |                      |                      |     |
| 66 | Wasabi Forever                | Sean Lambert  | Jim O'Doherty                | 27 stycznia 2014     | 17 maja 2014         | 322 |
| Rudy opowiada uczniom o pochodzeniu legendarnego kodeksu Wasabi. Gang przenosi się do Chin gdzie uczą się o dawnych wersjach kodeksu. |                               |               |                              |                      |                      |     |

### Seria 4: 2014–15
| 67 | The Boys are Back in Town     | Sean Lambert     | Jim O'Doherty                  | 17 lutego 2014    | 7 czerwca 2014       | 401 |
| Jack i Milton powracają do Seaford i dowiadują się, że Rudy otworzył imponujące dwupiętrowe dojo i że Phil otworzył kręgielnię której Jerry jest menedżerem.Tymczasem Jerry z Philem wyzywają Rudy'ego i Joannę na mecz w kręgle kiedy ci odganiają im klientów, Jack i Milton wracają do Waszyngtonu, aby zatrzymać Shane'a, który okazuje się być podwójnym agentem. |                               |                  |                                |                   |                      |     |
| 68 | Gold Diggers                  | Sean Lambert     | Geoff Barbanell                | 24 lutego 2014    | 7 czerwca 2014       | 403 |
| Jack, Milton i Rudy zwiedzają kopalnię złota na pozornie bezwartościowym kawałku ziemi odziedziczonym przez,Rudy'ego ale po chwili walczą, o to kto zdobędzie więcej złota. Tymczasem Jerry pomaga Philowi osiągnąć jego marzenie. |                               |                  |                                |                   |                      |     |
| 69 | From Zeroes to Heroes         | Sean Lambert     | Itai Grunfeld                  | 3 marca 2014      | 14 czerwca 2014      | 404 |
| Milton, Jerry i Joana tworzą własne wysoce stylizowane sztukami walki wideo. Jack i Rudy pokazują Izzy'emu grę w baseball. |                               |                  |                                |                   |                      |     |
| 70 | The Stang                     | Joel McCrary     | Peter Dirksen Jonathan Howard  | 10 marca 2014     | 21 czerwca 2014      | 406 |
| Gdy Milton dowiaduje się, że jego była dziewczyna Julia chodzi z innym mężczyzną, stara się pożyczyć klasyczny kabriolet swojego taty żeby jej zaimponować do czego namawia go Jerry. Tymczasem Jack i Rudy chcą żeby więcej osób pracowało w nowym dojo. |                               |                  |                                |                   |                      |     |
| 71 | Nerd With a Cape              | Jason Earles     | Joel McCrary                   | 31 marca 2014     | 11 września 2014     | 405 |
| Milton przebiera się za oryginalnego superbohatera dla konwencji, ale jest zmuszony do działania. Gdy później odmawia ponownego przebierania się, Jerry postanawia przebrać się za superbohatera i otrzymywać pochwały za zasługi Miltona. Tymczasem Jack i Taylor ciągle się kłócą co powoduje porzucenie pracy przez Taylor jako dziewczyny od soków Rudy'ego. |                               |                  |                                |                   |                      |     |
| 72 | RV There Yet?                 | Sean Lambert     | Bryon Kavanaugh                | 7 kwietnia 2014   | 18 października 2014 | 402 |
| Kiedy Jack i Milton nie przestają ze sobą walczyć i się kłócić, Rudy postanawia zabrać ich na wyprawę swoim RV aby dać im lekcję przyjaźni. Tymczasem Jerry i Joana kupują szafkę do przechowywania w której odkrywają słynne majtki które są pamiątką sportową i które wydają się przynosić im szczęście. |                               |                  |                                |                   |                      |     |
| 73 | Invasion of the Ghost Pirates | Bill Shea        | Marty Donovan Adrienne Sterman | 14 kwietnia 2014  | 25 października 2014 | 410 |
| Z nadejściem księżyca, budzi się stara legenda o Seaford i powracających duchach piratów którzy wracają szukać zemsty po tym jak 300 lat temu podczas zaćmienia księżyca ich statek rozbił się na brzegu. Jack i Rudy wpadną w wielkie kłopoty i będą musieli powstrzymać duchy piratów. Tymczasem Jerry i Milton odwiedzają Arizonę aby dostać najlepsze tamales Mamy G, ale gdy te są im odebrane, postanawiają sami otworzyć stoisko i sprzedawać jeszcze lepsze tamales.                                                                                   |                               |                  |                                |                   |                      |     |
| 74 | The Amazing Krupnick          | Sean Lambert     | Frank O. Wolff                 | 16 czerwca 2014   | 1 lisptopada 2014    | –   |
| Kiedy Jack i Jerry odkrywają, że Milton jest utalentowanym magikiem, wykorzystują jego umiejętności, aby zarabiać pieniądze jako rozrywka na urodzinach. Ale kiedy sztuczki Miltona nie zachwycają, Jack i Jerry postanawiają iść na własną rękę, i próbują wykonać najniebezpieczniejszą sztuczkę wszech czasów. Tymczasem Rudy pomaga Taylor w grze w golfa dla bogatych, gdzie grają z wrogami Taylor. |                               |                  |                                |                   |                      |     |
| 75 | Battle of Seaford Hill        | Sean Lambert     | Itai Grunfeld                  | 23 czerwca 2014   | 8 listopada 2014     | –   |
| Seaford świętuje bi-setną rocznicę słynnego zwycięstwa w Seaford Hill, które niemal zostało stracone przez jednego z dawnych krewnych Jerry'ego. Ale kiedy Jerry dowiaduje się, że historia jest źle zapisana, jego celem jest udowodnienie, że jego przodek był prawdziwym bohaterem wojennym. |                               |                  |                                |                   |                      |     |
| 76 | Fight at the Museum           | Leo Howard       | Geoff Barbanell                | 30 czerwca 2014   | 15 listopada 2014    | –   |
| Milton i Jerry zostają wolontariuszami w Muzeum Historii Seaford, aby zdobyć tę samą dziewczynę, ale kiedy odkrywają, że Muzeum jest okradane i dziewczyna ich marzeń jest w niebezpieczeństwie, muszą współpracować aby uratować ją i muzeum. Tymczasem Jack i Rudy widzą jak ktoś zostaje nagrany na kamerę kiedy robi dobry uczynek i staje się bohaterem w telewizji, Rudy postanawia zrobić jakiś dobry uczynek aby również zostać nagrany na kamerę i stać się bohaterem.                                                                                |                               |                  |                                |                   |                      |     |
| 77 | Tightroping the Shark         | Bill Shea        | Jonathan Howard Peter Dirksen  | 18 lipca 2014     | 22 listopada 2014    | –   |
| Jerry przyznaje się, że podoba mu się Taylor jednak ta nic do niego nie czuje. Tymczasem Jack i Milton spotykają ich bohatera, legendarnego śmiałka Spanky Dangera, namawiają go na występ aby zebrać pieniądze na wystawę pelikanów niespokojnych w akwarium w zoo Seaford w której pracuje Taylor, jednak gdy ten odmawia występu, Jerry postanawia go zastąpić. |                               |                  |                                |                   |                      |     |
| 78 | Full Metal Jack               | Amanda Bearse    | Joel McCrary                   | 21 lipca 2014     | 29 listopada 2014    | –   |
| Zespół stworzony z Jacka, Jerry'ego i Miltona konkuruje w turnieju paintballa, ale Jack nie może nauczyć Jerry'ego i Miltona grać w paintball. Kiedy dostaje zaproszenie do grupy elitarnych kadetów Akademii wojskowej on opuszcza przyjaciół i postanawia grać w drużynie rywali. Tymczasem Rudy pomaga Philowi wyleczyć się ze strachu przed dentystami. |                               |                  |                                |                   |                      |     |
| 79 | Martinez & Malone: Mall Cops! | Sean Lambert     | Byron Kavanagh                 | 28 lipca 2014     | 6 grudnia 2014       | –   |
| Jerry rezygnuje z pracy w kręgielni i przyłącza się do Joany, jako policjanci centrum handlowego, sprawy się komplikują gdy syn burmistrza jest w niewoli. Tymczasem Jack i Milton mają wyścig prędkości spaceru w parku. |                               |                  |                                |                   |                      |     |
| 80 | Seaford Hustle                | Sean Lambert     | Byron Kavanagh                 | 4 sierpnia 2014   | 13 grudnia 2014      | –   |
| Milton obawia się, że jego marzenia na Uniwersytecie Oxbridge są zrujnowane, aż poznaje Toma, prezesa potężnego braterstwa, które może mu pomóc. Tymczasem Jack jest wściekły na Jerry'ego za ignorowanie połączeń z Kim Specjalny Gość: Olivia Holt jako Kim Crawford |                               |                  |                                |                   |                      |     |
| 81 | Kickin It in the Office       | Jim O'Doherty    | Jim O'Doherty                  | 17 listopada 2014 | 20 grudnia 2014      | –   |
| Załoga uczestniczy w filmie dokumentalnym jeden dzień w dojo, co Rudy wykorzystuje aby dobrze wyglądać. Jack jest zły, że Rudy nie chce dać mu testu na sensei'a. Jack postanawia się zemścić i przekonuje mistrza Rudy'ego aby ten udawał, że jest oszustem, po czym Rudy zostaje obniżony z powrotem do białego pasa. Jednak po jakimś czasie Jack odkrywa że prowadzenie dojo jest ciężką pracą. Tymczasem Jerry robi Miltonowi jeden żart za dużo. Milton w ramach zemsty robi największy ostateczny żart nie tylko Jerry'emu ale również ekipie filmowej. |                               |                  |                                |                   |                      |     |
| 82 | Bringing Down the House       | Sean Lambert     | Adrienne Sterman               | 4 marca 2015      | 28 marca 2015        | –   |
| Gang przypadkowo atakuje klub dla chłopców termitami i muszą zebrać 13.000 dolarów, aby zapłacić, za naprawę klubu. Podczas gdy Rudy i Milton zbierają pieniądze z pomocą Phila i Joany, Jack i Jerry mają problem z chłopcami którzy cały czas robią im żarty. |                               |                  |                                |                   |                      |     |
| 83 | You Don't Know Jack           | Adrienne Sterman | 11 marca 2015                  | 4 kwietnia 2015   | –                    |     |
| Gdy Jerry obraża władzę Jacka jako sensei'a i urządza nieautoryzowaną imprezę w dojo, Jack wstrzymuje go od podjęcia jego testu na czarny pas. Zdenerwowany Jerry wypowiada życzenie aby Jack nigdy nie dołączył do dojo, co będzie dużym błędem, i będzie miało wpływ na każdą z osób. Specjalny Gość: Olivia Holt jako Kim Crawford |                               |                  |                                |                   |                      |     |
| 84 | The Grandmaster               | Sean Lambert     | Jim O'Doherty                  | 25 marca 2015     | 11 kwietnia 2015     | –   |
| Kim wraca z Japonii ze swoim sensei, Tomo, który jest zainteresowany zatrudnieniem Rudy'ego na stanowisku w prestiżowym Otai. Specjalny Gość: Olivia Holt jako Kim Crawford |                               |                  |                                |                   |                      |     |